# Фогліт
Фогліт (рос. фоглит; англ. voglite; нім. Voglit m) — мінерал, водний уранілкарбонат кальцію і міді. Названий за прізвищем першовідкривача, німецького мінералога Й. Ф. Фогля (J.F.Vogl), W. K. Haidinger, 1853. Синоніми: вогліт (рідко).

## Опис
Хімічна формула: Ca2Cu[UO2(CO3)4]•6H2O.
Сингонія триклінна. Утворює дрібні лусочки ромбоподібної форми з гострим кутом 75-800. Брунькоподібні, радіальнопроменисті аґреґати. Полісинтетичні двійники. М'який. Колір смарагдово-зелений. Перламутровий полиск. Продукт вивітрювання уранініту. Супутні мінерали: настуран, ураноталіт, уранініт, халькопірит, флюорит, доломіт.

## Поширення
Рідкісний. Знайдений біля м. Яхімов (Чехія).